# Доктор Кто и далеки
«До́ктор Кто и да́леки» — первый из двух полнометражных неканоничных фильмов, основанных на научно-фантастическом телесериале «Доктор Кто», а именно классической истории «Далеки». Премьера состоялась 23 августа 1965 года на канале BBC One. Бюджет фильма составлял 180 000 фунтов стерлингов. Оператор — Джон Уилкокс, композитор — Малкольм Локиер, официальный слоган: The Wildest Space Adventure on… or off the Earth!. Продолжением стал фильм «Вторжение далеков на Землю». 

## Сюжет
Учёный и изобретатель Доктор Кто случайно активирует ТАРДИС и, вместе со своими спутниками, внучками Сьюзен и Барбарой, а также молодым человеком второй, Иэном, переносится сквозь время и пространство на планету Скаро, опустошённую ядерной войной. Вскоре путешественники обнаруживают металлический город, где мирная раса талов находится в угнетении со стороны других обитателей планеты, мутантов далеков.